# Avro Avocet
Avro Type 584 Avocet  là một mẫu thử máy bay tiêm kích hải quân của Anh, do hãng Avro thiết kế chế tạo.

## Quốc gia sử dụng
Anh Quốc
- Không quân Hoàng gia

## Tính năng kỹ chiến thuật (Avocet)
Dữ liệu lấy từ The British Fighter since 1912 
Đặc điểm tổng quát
- Kíp lái: 1
- Chiều dài: 24 ft 6 in (7,50 m)
- Sải cánh: 29 ft 0 in (8,84 m)
- Chiều cao: 11 ft 8⅜ in (3,57 m)
- Diện tích cánh: 308 ft² (28,6 m²)
- Trọng lượng rỗng: 1.612 lb (733 kg)
- Trọng lượng có tải: 2.495 lb (1.134 kg)
- Động cơ: 1 × Armstrong Siddeley Lynx IV, 230 hp (172 kW)

 Hiệu suất bay 
- Vận tốc cực đại: 133 mph (116 kn, 214 km/h)
- Trần bay: 23.000 ft (7.000 m)
- Tải trên cánh: 8,10 lb/ft² (40 kg/m²)
- Công suất/trọng lượng: 0,092 hp/lb (0,15 kW/kg)

Trang bị vũ khí

- 2 × Súng máy Vickers .303 in (7,7 mm)